# ريكاردو كروز (منافس ألعاب قوى)
ريكاردو كروز (بالإسبانية: Ricardo Cruz)‏ هو منافس ألعاب قوى سلفادوري، ولد في 9 أبريل 1946.

## وصلات خارجية
- ريكاردو كروز على موقع أوليمبيديا (الإنجليزية)